# Ribou
Pour les articles ayant des titres homophones, voir Riboud et Riboux.
Ribou est une localité située dans le département de Kirsi de la province du Passoré dans la région Nord au Burkina Faso.

## Géographie
Ribou se trouve à 6 km au sud du centre de Kirsi, le chef-lieu du département, et à environ 45 km à l'est de Yako et de la route nationale 2 reliant le centre au nord du pays.

## Économie
L'orpaillage artisanal dans des galeries creusées dans le sol fait partie des activités économiques récentes du village.

## Santé et éducation
Le centre de soins le plus proche de Ribou est le centre de santé et de promotion sociale (CSPS) de Kapon tandis que le centre médical avec antenne chirurgicale (CMA) de la province se trouve à Yako.